# Baekje (langue)
Le baekje est la langue présumée de l'ancien royaume de Baekje (IVe – VIIe siècles), un des États coréens durant la période des Trois Royaumes de Corée. Cette langue n'est pas attestée, mais il semblerait qu'il s'agisse au moins d'une langue coréanique.
Selon Vovin, le jeju descend de cette langue, mais cette hypothèse est peu soutenue,.
Le baekje a peut-être transmis son accent et sa grammaire au dialecte jeolla actuel du coréen, même après un millénaire d'assimilation linguistique.

## Dénomination
La langue baekje a plusieurs dénominations/transcriptions. Il peut aussi être transcrit paekche. Il peut aussi être appelé buyeo-baekje ou puyŏ-paekche, pour le différencier de la langue présumée de Mahan. Les formes baekjean, paekchean, ou baekjeïque sont plus rares,,.

## Classification
Selon d'anciens textes chinois, les langues de Buyeo, d'Okjeo, de Dongye et de Goguryeo étaient semblables et différentes de celles des Yilou, des Mohe (peuples toungouses), et des Samhan (au Sud de la Corée). Ces langues ont donc été regroupées en langues buyeo. Le baekje aurait aussi été semblable à ces langues selon le livre des Liang.
La théorie la plus soutenue sur l'origine des langues buyeo, est qu'il s'agisse de langues coréaniques. Une autre théorie sur leur origine est la parenté avec les langues japoniques, dont les langues buyeo constitueraient la branche continentale. Cette théorie est controversée. Le principal argument réside dans la liste des noms de lieux du chapitre 37 du Samguk sagi, qui comporte des toponymes dans les territoires au centre et au Sud de la Corée conquis par Silla, dont certains ressemblant aux langues japoniques. Robbeets (2020), qui soutient une origine japonique, propose des subdivisions à ce groupe. Ainsi, le baekje appartiendrait au sous-groupe macro-goguryeo, lui-même appartenant au groupe macro-buyeo.
D'autres auteurs soutiennent que les langues buyeo sont des langues toungousiques.

## Description
L'écrit chinois des Chroniques des Trois Royaumes, rédigé au IIIe siècle, décrit la langue de Mahan comme différente de celle de Goguryeo et ressemblante à celle des autres Samhan, Jinhan et Byeonhan. Cependant, le Livre des Han tardifs, rédigé au Ve siècle, le contredit et fait état de différences entre les langues de Jinhan et Byeonhan.

Les confédérations de Jinhan, Byeonhan et Mahan ont été remplacés par Silla, Gaya, et Baekje respectivement. Ce dernier aurait été établi par des migrants venus de Goguryeo. Le Livre des Liang dit que la langue de Baekje était la même que celle de Goguryeo. Le Livre des Zhou (chapitre 49) précise :
王姓夫餘氏，號於羅瑕，民呼為鞬吉支，夏言竝王也。

"Le roi (de Baekje) appartient au clan Buyeo; la noblesse l'appelle 於羅瑕; le peuple l'appelle 鞬吉支. En chinois, cela signifie "roi"."
Grâce à ce passage et à quelques mots baekjeans dans le Nihon Shoki, des linguistes, tels que Kōno Rokurō et Kim Bang-han, ont affirmé que le royaume était bilingue, avec l'élite parlant une langue buyeo, le baekje, et le peuple parlant une langue han, le mahan,,. Vovin suggère que le mahan était une langue japonique péninsulaire, en se basant sur des toponymes du Samguk sagi,. Par exemple, le chapitre 54 du Livre des Liang liste quatre mot de Baekje, dont deux ont été comparés au vieux japonais. 
Voici les comparaisons:
- 固麻 kuHmæ 'forteresse dirigeante' comparé au vieux japonais ko2m- 'mettre à l'intérieur'
- 檐魯 yemluX 'établissement' comparé au vieux japonais ya 'maison' and maro2 'cercle'

## Comparaison lexicale
Vovin (2013), qui soutenait un monolinguisme dans le royaume de Baekje, compare certains glosses du baekje avec des mots issus de différents stades historiques du coréen, et du vieux japonais occidental.
| français      | baekje                                     | coréanique                                                   | japonique                                                                                         |
| ------------- | ------------------------------------------ | ------------------------------------------------------------ | ------------------------------------------------------------------------------------------------- |
| grand (?)     | *kjən 帑, コニ                             | en moyen coréen ancien : huku-n, en moyen coréen : khú-n     | -                                                                                                 |
| roi           | *eraγa 於羅瑕, orikoke オリコケ            | -                                                            | en vieux japonais occidental : ira- < *era ‘noble’ (non-attesté dans d'autres langues japoniques) |
| reine         | *oluk 於陸, oriku ヲリク                   | en proto-coréen : *wol(G)ok- ‘l'exaltée’                     | -                                                                                                 |
| forteresse 1  | *casi サシ                                 | en moyen coréen : cás                                        | -                                                                                                 |
| forteresse 2  | *kï 基                                     | -                                                            | en vieux japonais occidental : kï (non-attesté dans d'autres langues japoniques)                  |
| bas, plus bas | *arosi, *arusi アロシ, アルシ, 阿留之      | en moyen coréen : àlá, àláy (<*àlá-áy)                       | -                                                                                                 |
| sud           | *aripisi アリヒシ, 阿利比志                | en moyen coréen : àlph ‘devant, sud’                         | -                                                                                                 |
| ours          | *kumu, *komu, *kuma クム, クマ, コム, 久麻 | en moyen coréen : kwom < proto-coréen *komV                  | en vieux japonais occidental : kuma                                                               |
| faucon        | *kuti 倶知                                 | -                                                            | en vieux japonais occidental : kuti (identifié en tant qu'emprunt au baekje)                      |
| courant       | *nare, *nari ナレ, ナリ, 那禮              | en vieux coréen : 川理 /NAri/, moyen coréen : nayh ‘rivière’ | -                                                                                                 |
| montagne      | *mure, *mura, *mora ムレ, ムラ, モラ       | en moyen coréen : mwòlwó, :mwoy                              | -                                                                                                 |
| île           | *syema セマ, 斯麻                          | en moyen coréen : syem                                       | en vieux japonais occidental : sima ‘île, territoire’                                             |
| père          | *kaso カソ, 柯曾                           | -                                                            | en vieux japonais occidental : kasö (non attesté dans d'autres langues japoniques)                |
| dirigeant     | *nyerim ネリム, ニリム, ニ林, ニリン, 爾林 | en moyen coréen : nim < *nilim                               | -                                                                                                 |
| district      | *kopori コフリ, コホリ, 己富里             | en moyen coréen : kòWòl, kòGwòlh, kwòG-wòlh, kwòGùlh <*kopor | en vieux japonais occidental : kopori < en baekje : kopori                                        |
| ceinture      | *sitoro シトロ                             | en moyen coréen : stúy                                       | -                                                                                                 |